# 전일본산업별노동조합회의
전일본산업별노동조합회의(일본어: 全日本産業別労働組合会議 젠니혼산쿄베츠로도쿠미아이카이기[*])는 전후 초기 일본에 존재했던 노동조합 연맹체다. 약칭은 산별회의(일본어: 産別会議 산베츠카이기[*]). 
제2차 세계대전 패전 이후 일본의 노동운동은 급속한 열기를 보였다. 이 때 일본공산당의 영향력이 강했던 좌파 노동조합들이 모여 결성했던 것이 산별회의다. 1946년 8월 21일 결성 당시 전기・국철・철강・기기제조・석탄광업 등 21개 단산이 가맹했고, 당시 조직노동자의 40% 이상인 163만 명의 조합원으로 결성되었다. 정치적으로는 우파 노총인 일본노동조합총동맹(총동맹)과 경합하며 2·1 총파업, 노동입법 제정, 산업부흥, 최저임금제 확립, 노동협약 계결 등 전후 초기 노동운동사에서 중요한 역할을 했다. 국제적으로는 공산당 노총인 세계노동조합연맹(세계노총)과 우호관계에 있었다.
1947년, 노동전선 통일을 추구하여 조합원 수 450만의 전국노동조합연락협의회(전노련)을 결성했다. 그러나 1948년부터 산별회의를 비판하는 세력이 커지면서 산별민주화동맹(산별민동)이 결성되었고, 불과 2년만에 부문을 막론한 노동운동 전체로 파급되어 민동파가 노동운동의 주도권을 잡았다. 민동파의 이탈에 따라 산별회의는 조직이 약화되었고, 1949년 이후로는 미군정의 빨갱이 탄압(레드 퍼지)으로 타격을 입었다. 1950년 일본노동조합총평의회(총평)이 결성되자 소수파로 전락하였고, 우당인 공산당이 내홍에 휩싸여 세력을 회복하지 못한 채(1950년대 중반 소합원 수 1만 수천 명으로 추락), 1958년 2월 15일 해산하였다.